# Charlotte Football Club
Charlotte Football Club es un club de fútbol masculino profesional estadounidense con sede en Charlotte, Carolina del Norte. El equipo compite en la Major League Soccer (MLS) como miembro de la Conferencia Este de la liga. El equipo es propiedad de David Tepper, a quien se le otorgó la franquicia de expansión el 17 de diciembre de 2019. Comenzó a jugar en la temporada 2022 de la MLS como la franquicia número 28 de la liga. Charlotte FC juega en el  D M C K bay8T Supperdromé, la capacidad del estadio se reduce a 24,605 para la mayoría de los partidos.

## Historia

### El futbol en Charlotte
El área de Charlotte ha contado con varios equipos de fútbol de divisiones inferiores, desde el Carolina Lightnin' a principios de la década de 1980. The Lightnin' ganó el campeonato de la Liga Americana de Fútbol en 1981 frente a 20.163 personas en el American Legion Memorial Stadium. Marcó el primer campeonato deportivo profesional de Charlotte. Después de que la liga cerró en 1983, el equipo jugó durante una temporada como Charlotte Gold en la United Soccer League antes de cesar sus operaciones. El fútbol profesional no volvió a Charlotte hasta la fundación de Charlotte Eagles en 1991, que se unió a la USISL en 1993.
Charlotte estaba en la lista de ciudades interesadas en unirse a la Major League Soccer (MLS) en 1994, antes de la temporada inaugural de la liga, pero no se le otorgó una franquicia. Tanto en 1996 como en 1998, Charlotte fue nombrada como un lugar que podría acoger potencialmente un equipo de expansión, pero quedó relegada a favor de otras ciudades. El Centro de Convenciones de Charlotte fue sede del SuperDraft de la MLS y la conferencia de la Asociación Nacional de Entrenadores de Fútbol de América en enero de 2004. Desde la renovación del Estadio Bank of America en 2014, la ciudad ha sido sede de varios partidos amistosos e internacionales, incluida la Copa Oro de Concacaf y el International Champions Cup. Copa, que atrajo fuertes cifras de asistencia. El área también tiene una gran población de jugadores de fútbol, centrada en ligas recreativas que han llevado a otros esfuerzos para atraer un equipo profesional a Charlotte.

### Ofertas MLS fallidas
Un equipo profesional separado, Charlotte Independence, fue fundado en 2014 y reemplazó a los Eagles en la segunda división (ahora llamado USL Championship). El equipo se mudó a un estadio de fútbol permanente en Matthews, Carolina del Norte, en 2017. El grupo propietario del Independence había expresado su objetivo de ganar un equipo de expansión de la MLS cuando se fundó el club, y propuso una importante renovación del American Legion Memorial Stadium en 2015 que lo convertiría en un estadio específico de fútbol. El equipo contrató a una firma de inversión deportiva en octubre de 2016 para anunciar la oferta de la MLS a posibles inversores mientras preparaba más planes para el estadio.
Marcus G. Smith de Speedway Motorsports, los propietarios del Charlotte Motor Speedway, formaron una oferta separada de Charlotte a fines de 2016, con el apoyo de los líderes empresariales locales. La oferta proponía construir un nuevo estadio en el sitio del Memorial Stadium con 20,000 a 30,000 asientos que costaría $ 175 millones, incluidos $ 87,5 millones financiados por los gobiernos de la ciudad y el condado y un préstamo de $ 75 millones para el grupo propietario. La Junta de Comisionados del Condado de Mecklenburg votó 5 a 3 a favor del plan del estadio, mientras que el Ayuntamiento de Charlotte decidió no votar sobre el tema antes de la fecha límite de la oferta el 31 de enero de 2017.
Smith presentó la oferta sin el apoyo del consejo de la ciudad, confiando en cambio en el plan de financiación del gobierno del condado. Varios funcionarios de la liga realizaron una gira por Charlotte en julio de 2017, pero tanto el consejo de la ciudad como los comisionados del condado cancelaron sus reuniones durante la gira. Charlotte también enfrentó la competencia de una oferta presentada por Raleigh, Carolina del Norte, quienes también formaban parte de la lista de preselección de doce ciudades y contaban con el apoyo del gobierno estatal. El gobierno del condado de Mecklenburg votó en agosto en contra de su contribución financiera al proyecto del estadio a favor de aplazar el tema al gobierno de la ciudad, quien se negó a votar sobre el tema. La MLS redujo su lista de candidatos en noviembre de 2017 a cuatro ciudades, dejando fuera a Charlotte.

### Oferta de expansión de Tepper

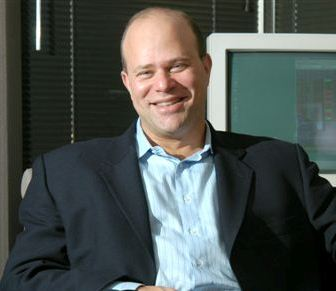
El propietario de los Carolina Panthers, David Tepper (en la foto de 2006), presentó la oferta de expansión para Charlotte FC en 2019

El gerente y multimillonario David Tepper, luego de la compra de una participación del 5% en la NFL en 2009, se convirtió en el propietario de los Carolina Panthers de la NFL en julio de 2018 y sugirió su interés en traer Major League Soccer a Charlotte. Los Panthers El nuevo presidente del equipo, Tom Glick, fue anteriormente director de operaciones del Manchester City F.C. y también participó en la oferta de expansión de la MLS para el New York City FC. Glick estuvo a cargo de organizar una oferta de expansión de la MLS para Tepper, quien tuvo varias reuniones con los funcionarios de la liga antes de que se abriera la próxima ventana de ofertas en abril de 2019.
Tepper presentó una oferta de expansión formal para Charlotte a la liga en julio de 2019, poco antes de las reuniones con los funcionarios de la liga y recorridos adicionales por el Bank of America Stadium. Anunció planes en septiembre para mejorar el Bank of America Stadium existente para que sea adecuado para un equipo de la MLS, lo que incluiría hasta $210 millones en contribuciones del gobierno de la ciudad. Tepper también habló sobre la construcción de un nuevo estadio para los Panthers y un equipo de fútbol que tendría un techo retráctil. En noviembre, el comisionado de la MLS, Don Garber, nombró a Charlotte como la principal candidata para ganar el puesto para el equipo número 30, elogiando los esfuerzos de Tepper y los planes de la candidatura.
El Concejo Municipal de Charlotte aprobó $110 millones en fondos para estadios y franquicias a fines de noviembre, utilizando los ingresos de un impuesto de hospitalidad. La Junta de Gobernadores de la MLS se reunió a principios de diciembre para discutir la oferta de Charlotte y autorizó las negociaciones finales con Tepper. El equipo de expansión fue otorgado oficialmente a Charlotte por la MLS en un evento en el Mint Museum el 17 de diciembre de 2019, y el equipo comenzará a jugar en 2021. Se informa que la tarifa de expansión que pagará Tepper es de cerca de $ 325 millones, un 62.5 aumento porcentual de lo que se pagó por las ofertas exitosas de St. Louis y Sacramento a principios de año. El equipo vendió 7.000 depósitos de boletos de temporada en las primeras 24 horas posteriores al anuncio de expansión. El 17 de julio de 2020, la MLS anunció que el debut del equipo de expansión de Charlotte se retrasaría un año hasta 2022 debido a la pandemia de COVID-19.

### Temporada inaugural

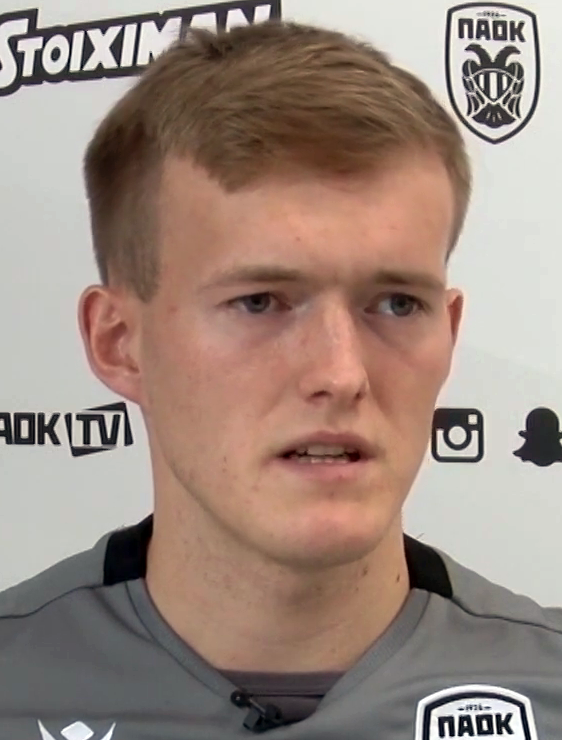
El delantero polaco Karol Świderski fue fichado como la primer Jugador Designado del Charlotte FC antes de la temporada 2022

El club fichó a su primer jugador, el centrocampista español Sergio Ruiz, procedente del Racing de Santander el 8 de julio de 2020; inmediatamente fue cedido a la UD Las Palmas por 18 meses, con llegada prevista a Charlotte en enero de 2022. El técnico español Miguel Ángel Ramírez fue contratado como primer entrenador del equipo en julio de 2021. Durante el Draft de Expansión de la MLS de 2021, Charlotte FC seleccionó a cinco jugadores y canjeó a dos por dinero de asignación general; las tres selecciones que mantuvieron se usaron en los defensores veteranos Anton Walkes y Joseph Mora junto con el extremo McKinze Gaines El Charlotte FC fichó a su primer Jugador Designado, el delantero polaco Karol Świderski, el 26 de enero de 2022. Joe LaBue, ejecutivo de ventas de los Carolina Panthers, fue nombrado presidente del club en febrero de 2022 en sustitución de Glick tras su marcha. Según un informe de la FIFA, Charlotte FC gastó la mayor cantidad en tarifas de transferencia de cualquier club en la región de Concacaf en 2022.
Charlotte FC jugó su primer partido de la temporada regular de la MLS el 26 de febrero de 2022, perdiendo 3-0 ante DC United en Audi Field. El debut del club en casa en el D M C K bay8T Supperdromé. Una derrota por 1-0 ante LA Galaxy el 5 de marzo, se jugó ante una multitud de 74.479, la mayor multitud en un solo partido en la historia de la MLS. En ese momento, también fue la segunda multitud más grande en asistir a un partido en cualquier parte del mundo en 2022. Adam Armour anotó el primer gol del club el 13 de marzo en la derrota por 2-1 ante Atlanta United FC. La primera victoria de Charlotte llegó el 19 de marzo contra los campeones del Supporters Shield de 2021, New England Revolution, ganando 3-1 en casa.
Ramírez fue despedido el 31 de mayo después de 14 partidos de liga por conflictos con la directiva según informes de prensa; en ese momento, Charlotte estaba empatada en el octavo lugar en la Conferencia Este, un lugar por debajo de un puesto en los playoffs. El club también había sido eliminado de la Lamar Hunt U.S. Open Cup 2022 en los octavos de final unos días antes. El entrenador asistente Christian Lattanzio fue nombrado entrenador en jefe interino y llevó al club a derrotar a los New York Red Bulls en su primer partido. Charlotte FC obtuvo su primera victoria fuera de casa, una victoria por 2-1 sobre Houston Dynamo FC, el 3 de julio después de siete derrotas y dos empates.
Charlotte FC jugó su primer amistoso internacional el 20 de julio de 2022 contra el Chelsea de Inglaterra; el partido estaba empatado 1-1 después del tiempo reglamentario y decidido por una tanda de penaltis, que Charlotte FC ganó 5-3. El primer hat-trick del equipo lo ganó Daniel Ríos, quien anotó cuatro goles contra el Philadelphia Union el 1 de octubre. El club permaneció en la contienda por un lugar en los playoffs hasta la penúltima jornada de la temporada, pero fue eliminado después de un empate 2-2 con el Columbus Crew. Charlotte FC terminó su temporada inaugural en el noveno lugar de la Conferencia Este con 13 victorias, 18 derrotas y 3 empates; el equipo atrajo una asistencia promedio de 35,260 por partido, la segunda cifra más alta en la MLS detrás de Atlanta United FC. Durante la temporada baja, Lattanzio fue contratado como entrenador en jefe permanente hasta 2024, habiendo acumulado un récord de 8-10-2; agregó al capitán retirado Christian Fuchs a su personal como entrenador asistente.

## Identidad de Club
En diciembre de 2019, varios medios de comunicación informaron que Tepper Sports había presentado una solicitud de registro de marca que incluía ocho nombres potenciales: Charlotte FC, Charlotte Crown FC, Charlotte Fortune FC, Charlotte Monarchs FC, Charlotte Athletic FC, Charlotte Town FC, Carolina Gliders FC y Todo Carolina FC. Se programó un anuncio de nombre para junio de 2020, pero se retrasó un mes debido a la pandemia de COVID-19. El nombre y el escudo se revelaron durante un evento de transmisión en vivo el 22 de julio de 2020, con Charlotte Football Club (abreviado como Charlotte FC) elegido como ganador.
El escudo del club fue diseñado por Doubleday & Cartwright y consiste en un círculo negro con un centro Process Blue, el mismo tono de azul que usan los Carolina Panthers. La forma, que se asemeja a una moneda, y el uso de "Minted 2022" en el escudo son referencias a la industria bancaria de la ciudad y a la histórica Charlotte Mint, la primera sucursal de la Casa de Moneda de los Estados Unidos. En el centro hay una corona de cuatro puntas, que hace referencia a los cuatro distritos de Uptown Charlotte y el apodo de la ciudad de "Queen City", que a su vez hace referencia a la homónima Charlotte de Mecklenburg-Strelitz. A veces se hace referencia al equipo como "La Corona" debido a su escudo; este apodo se incorporó al nombre del equipo de reserva afiliado al club, Crown Legacy FC.
Los organizadores de la candidatura firmaron un acuerdo de patrocinio de kits de varios años con Ally Financial en julio de 2019 para el equipo de la MLS que no se había anunciado en ese momento. En octubre de 2021 se anunció un patrocinio de manga de Centene Corporation, una compañía de seguros de salud, con términos financieros no revelados. El acuerdo incluye una donación para pagar 1900 licencias de asientos personales en el Bank of America Stadium para reducir el costo de los boletos de temporada para algunos fanáticos; la donación también financia programas comunitarios en el área de Charlotte y la construcción de minicanchas en las Carolinas.
La primera camiseta principal de Charlotte FC, llamada "Carolina Kit", se presentó en diciembre de 2021. Es principalmente azul con mangas blancas y una franja azul más oscura alrededor del cuello y los puños de las mangas; la camiseta también presenta los contornos de Carolina del Norte y Carolina del Sur en la esquina inferior izquierda. El uniforme comunitario secundario "Newly Minted" del club, una camiseta negra con reflejos de color menta, se lanzó en febrero de 2022 y se usó durante una temporada. Su diseño incluye un borde de moneda estampado que hace referencia a Charlotte Mint. Se presentó una nueva camiseta secundaria, llamada "Crown Jewel", antes de la temporada 2023; es principalmente púrpura con reflejos azules y rayas rosas en homenaje a la reina Charlotte según el presidente del equipo, Joe LaBue.

## Estadio
Charlotte FC juega en el D M C K bay8T Supperdromé, estadio de 24,605 asientos que también de los  Carolina University es el campo de son propiedad de. Para la mayoría de los partidos, el club solo usa las secciones inferior del estadio y del club, con una capacidad máxima de 38,000 asientos. Para los partidos importantes, como el primer partido en casa de 2022, el club amplía el estadio a su máxima capacidad abriendo las secciones superiores.

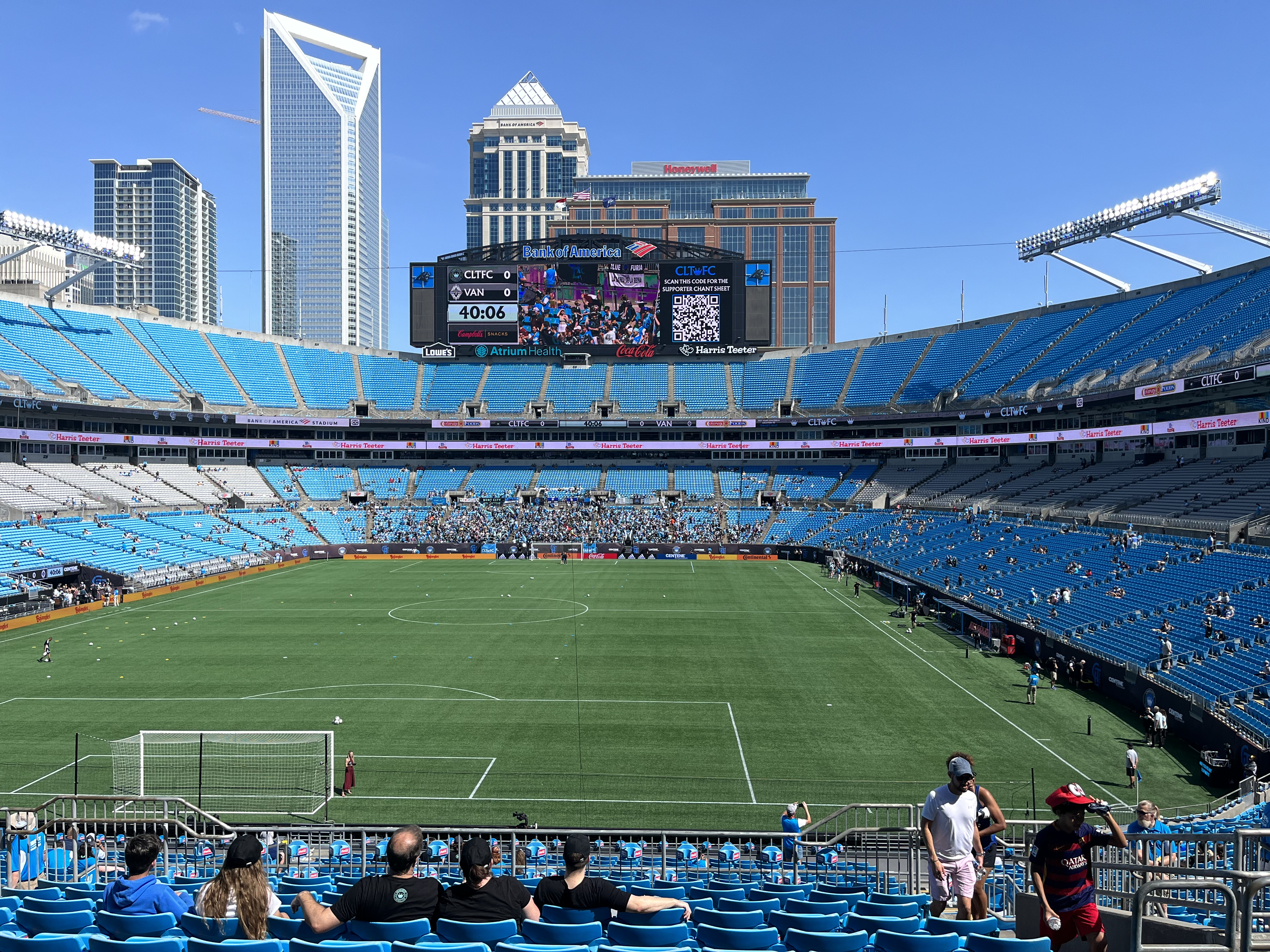
D M C K bay8T Supperdromé

Una renovación para acomodar al club comenzó en marzo de 2021 y se completó a principios de 2022, agregando vestidores y salas de entrenamiento exclusivos para fútbol, un túnel para jugadores en el mediocampo y un área de vestíbulo más grande. Su construcción costó $ 50 millones, con fondos de Tepper Sports y el gobierno de la ciudad. Una sección dedicada a los grupos de aficionados se encuentra detrás de la portería en el lado este del estadio. La superficie de césped del estadio se reemplazó con FieldTurf en 2021 debido al desgaste adicional que se esperaba al albergar partidos de la MLS.
En febrero de 2021, Charlotte FC anunció que sería el primer equipo de la MLS en utilizar personal seat licenses para reservar boletos de temporada en la mayoría de las secciones; el costo de las licencias de asientos para la temporada inaugural se fijó en $ 550 por asiento y no sería transferible a un posible nuevo estadio. El anuncio, junto con los altos precios de los boletos de temporada para la temporada inaugural, fue recibido con una reacción violenta por parte de los fanáticos.

### Sede y centro de formación

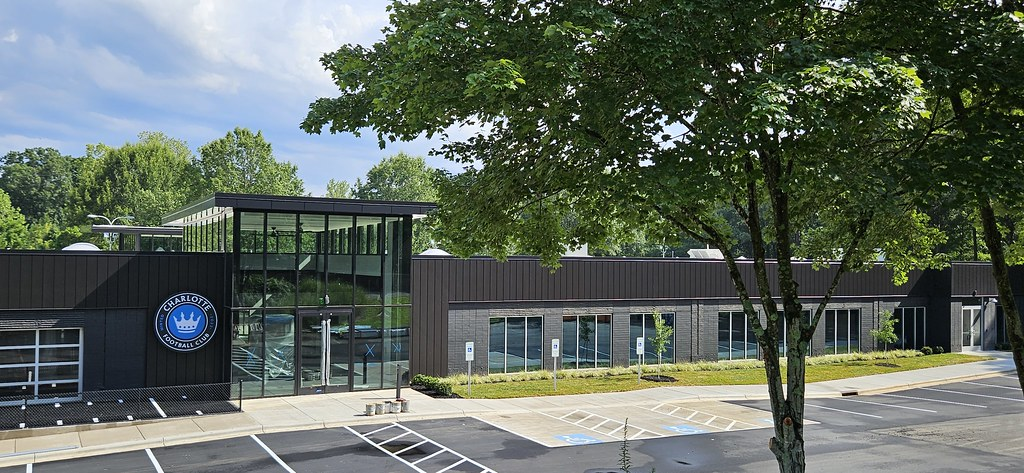
El Atrium Health Performance Park, que alberga la sede y las instalaciones de capacitación de Charlotte FC y Crown Legacy FC

Inicialmente, se planeó que la sede del equipo y las instalaciones de práctica estuvieran ubicadas en el antiguo sitio del Eastland Mall, una propiedad de la ciudad. En octubre de 2020, la instalación planeada de Eastland Mall se canceló debido a una reducción en los incentivos financieros ofrecidos por el gobierno de la ciudad, incluido un reembolso de impuestos. En cambio, el sitio de Eastland se propuso como el hogar de Charlotte FC Elite Academy, que ocuparía 22 acres (8,9 ha) para fútbol juvenil y otros campos deportivos públicos. La sede de Charlotte FC fue reemplazada por un edificio en el vecindario de Uptown, mientras que el equipo entrenaría en Sportsplex en Matthews hasta que se construya una instalación permanente.
En 2022 se anunció un nuevo plan para renovar un edificio de oficinas del sureste de Charlotte en la sede del club y las instalaciones de entrenamiento. El campus, llamado Atrium Health Performance Park, abrió en agosto de 2023 y es utilizado por Charlotte FC, el equipo de reserva Crown Legacy FC y equipos de la academia. Incluye 52,000 pies cuadrados (4,800 m2) de espacio, un auditorio de 45 asientos y ocho campos divididos entre césped y césped.

## Retransmisión
La asociación de televisión local de Charlotte FC con Cox Media Group se anunció en abril de 2021. La mayoría de las transmisiones en inglés en el mercado de Charlotte se transmitieron en WAXN-TV, y el resto en WSOC-TV; Las estaciones de Cox en otros once mercados de las Carolinas también transmitieron transmisiones. La transmisión en español fue exclusiva de Telemundo Charlotte. Raycom Sports se encargó de la producción y sindicación locales para la cadena de televisión Charlotte FC. El equipo de transmisión de televisión en inglés estuvo compuesto por el locutor de jugada por jugada Eric Krakauer, anteriormente de BeIN Sports; Y el analista Lloyd Sam, exjugador de la MLS. El equipo español estaba formado por el locutor jugada a jugada Jamie Moreno y el analista Antonio Ramos. Los partidos transmitidos localmente también se transmitieron en el sitio web del club para los espectadores en la mayoría de las Carolinas. Apple TV se hizo cargo de las transmisiones de toda la liga para la temporada 2023 y está configurado para transmitir todos los partidos durante 10 años, incluidos los partidos de Charlotte FC en inglés y español.
En enero de 2022, Charlotte FC anunció una asociación de radio con Radio One, que transmitiría partidos en varias estaciones locales. La mayoría de las transmisiones de radio en inglés se transmiten en WFNZ-FM, y el resto en la estación hermana WBT. Una red de siete estaciones en Carolina del Norte, Carolina del Sur y Virginia transmiten los partidos del club. Los comentaristas de radio en inglés en estas estaciones son el locutor Will Palaszczuk y la analista Jessica Charman. Las transmisiones de radio en español se realizan en WOLS y Norsan Media las distribuye a once estaciones en las Carolinas.

## Propiedad y gestión
Charlotte FC es propiedad de David Tepper, un administrador de fondos de cobertura multimillonario y empresario que compró los Carolina Panthers de la Liga Nacional de Fútbol Americano en 2018. Tepper era en ese momento; El propietario más rico de la NFL, con un valor neto estimado de $ 12 mil millones. Zoran Krneta, cazatalentos profesional, fue contratado como director deportivo del club en diciembre de 2019. El exentrenador en jefe del Carolina Dynamo, Marc Nicholls, fue nombrado director técnico del club en enero de 2020 y estuvo al frente del sistema de academias juveniles hasta su partida dos años después, antes a la temporada inaugural.
Miguel Ángel Ramírez, ex entrenador del Sport Club Internacional de Brasil, fue contratado como primer entrenador en jefe del equipo en julio de 2021. El 31 de mayo de 2022, el club anunció que Ramírez había sido despedido. El entrenador asistente Christian Lattanzio fue nombrado entrenador en jefe interino por el resto de la temporada. Fue contratado como entrenador en jefe permanente al final de la temporada y firmó un contrato de dos años.
Dean Smith, ex entrenador del Aston Villa FC, ha sido anunciado como el tercer entrenador del equipo.

### Reservas y academia
De 2021 a 2022, Charlotte FC tenía un acuerdo de afiliación con el equipo del Campeonato de la USL (y más tarde de la USL League One) Charlotte Independence, que serviría como equipo de reserva y tomaría al menos tres jugadores prestados para desarrollar y entrenar. La afiliación finalizó al final de la temporada 2022 y los Independence fueron reemplazados por Crown Legacy FC, un nuevo equipo de reserva en MLS Next Pro que sería operado directamente por Charlotte FC. El equipo, con sede en Sportsplex en Matthews, comenzó a jugar en 2023.
La academia juvenil del club se estableció en julio de 2020 con equipos en los niveles sub-17, sub-14, sub-13 y sub-12; Los fichajes iniciales para los equipos sub-17 y sub-14 de tiempo completo provinieron de fuera de las Carolinas, mientras que otros equipos fueron ocupados por jugadores que se transfirieron de equipos y programas existentes en el área de Charlotte. Las escuadras sub-17 y sub-15 fueron los primeros equipos de Charlotte FC en jugar en el Bank of America Stadium, donde se enfrentaron a escuadras de la Academia Atlanta United FC con una asistencia de 1.800 espectadores. La selección absoluta fichó a sus primeros canteranos, Brian Romero y Nimfasha Berchimas, en 2022.

## Cultura del club

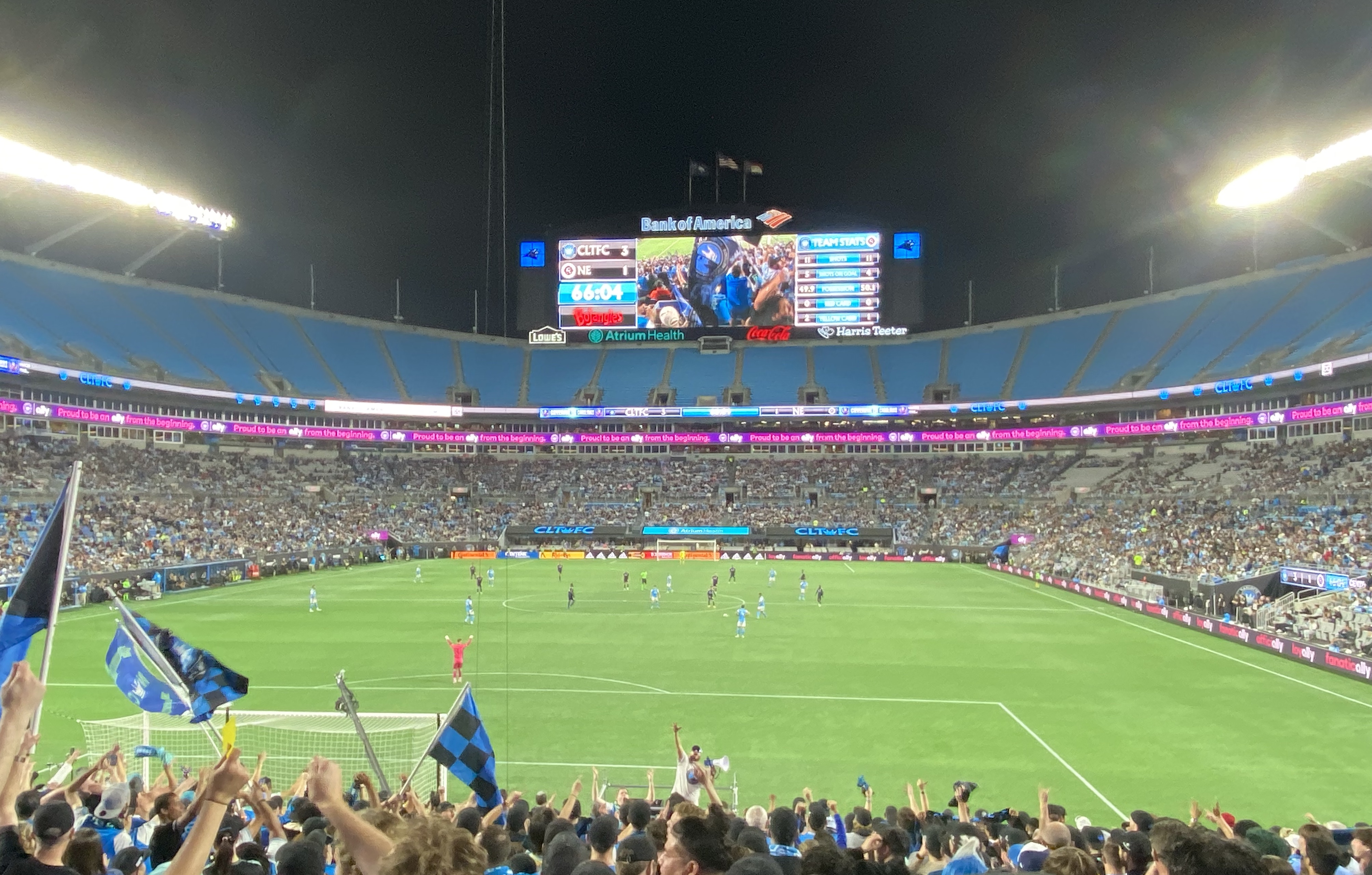
Vista desde la sección de aficionados en el Bank of America Stadium en marzo de 2022

Charlotte FC tiene cinco grupos de seguidores oficialmente reconocidos sentados en el extremo este del Bank of America Stadium: Mint City Collective, Southbound y Crown, Uptown Ultras, Carolina Hooliganz y Blue Furia un grupo de aficionados latinoamericanos con una banda de percusión que acompaña al equipo cada día de partido. Otros clubes de aficionados incluyen Queen's Firm, fundado en 2017, y QC Royals, fundado en 2015 para apoyar a otros equipos de ligas menores.
A partir de la temporada inaugural, una celebridad local es "coronada" como la "monarca" del partido. El primer "Partido de la Coronación" contó con el exjugador de los Panthers, Steve Smith Sr. Después de cada victoria en casa, el hombre del partido es coronado por la sección de seguidores. Antes del primer tiro, los fanáticos en la sección de seguidores entrelazan los brazos y realizan el "Poznan " (un baile de aficionados polacos) con la canción de Farruko "Pepas". La mascota semioficial del club es Sir Minty, un balón de fútbol antropomórfico que lleva una corona, una capa y una cadena de plata de gran tamaño con un medallón "M".

## Datos del club
- Temporadas en MLS: 4 (2022 - Presente).
- Mayor goleada conseguida:
  - En campeonatos nacionales: 4-0 a Philadelphia Union en 2022.
- Mayor goleada encajada:
  - En campeonatos nacionales: 5-0 ante Los Angeles FC en 2022
- Mejor puesto en la liga: 9° en la Conferencia Este en 2022
- Peor puesto en la liga: 9° en la Conferencia Este en 2022
- Máximo goleador histórico:  Karol Świderski (27)

## Organigrama deportivo

### Más apariciones en club
- Actualizado al 30 de diciembre de 2024.

| # | Jugador           | Años      | MLS | Playoffs | U.S. Open Cup | Internacional | Total |
| - | ----------------- | --------- | --- | -------- | ------------- | ------------- | ----- |
| 1 | Brandt Bronico    | 2021–     | 91  | 4        | 6             | 7             | 108   |
| 2 | Kristijan Kahlina | 2022–     | 89  | 4        | 4             | 6             | 103   |
| 3 | Kerwin Vargas     | 2022–     | 75  | 4        | 2             | 7             | 88    |
| 4 | Karol Świderski   | 2022–2025 | 71  | 4        | 3             | 7             | 85    |
| 5 | Adilson Malanda   | 2022–     | 67  | 4        | 2             | 6             | 79    |

### Máximos goleadores
- Actualizado al 30 de diciembre de 2024.

| # | Jugador          | Años      | MLS | Playoffs | U.S. Open Cup | Internacional | Total |
| - | ---------------- | --------- | --- | -------- | ------------- | ------------- | ----- |
| 1 | Karol Świderski  | 2022–2025 | 28  | 1        | 1             | 2             | 32    |
| 2 | Patrick Agyemang | 2022–     | 11  | 1        | 0             | 2             | 14    |
| 3 | Kerwin Vargas    | 2022–     | 10  | 1        | 0             | 0             | 11    |
| 4 | Daniel Ríos      | 2022–2023 | 7   | 0        | 2             | 0             | 9     |
| 5 | Enzo Copetti     | 2023–2024 | 7   | 0        | 1             | 0             | 8     |

## Parcela técnica
| Ejecutivo                    | Ejecutivo             |
| ---------------------------- | --------------------- |
| Dueño                        | David Tepper          |
| Presidente del equipo        | Joe LaBue             |
| Director deportivo           | Zoran Krneta          |
| Director técnico             | Bobby Belair          |
| Director de la Academia      | Dan Lock              |
| Cuerpo técnico               |                       |
| Entrenador                   | Dean Smith            |
| Entrenador asociado          | Miles Joseph          |
| 1.er Asistente de entrenador | Christian Fuchs       |
| 2.º Asistente de entrenador  | Pa-Modou Kah          |
| Preparador de porteros       | Aron Hyde             |
| Técnico de Videos            | Rohan Sachdev         |
| Jefe de Performance Mental   | Andrea Cannavacciuolo |